# Rodrigo Scarpa
Rodrigo Scarpa de Castro (Itanhandu, 2 de outubro de 1980) é um apresentador, humorista, empresário, radialista e repórter brasileiro, mais conhecido por seu apelido Repórter Vesgo dos programas Pânico na TV e Pânico na Band.

## Biografia
Nascido em Itanhandu-MG. Logo em sua cidade local começou sua carreira artística em uma emissora de rádio, no qual apresentava um programa chamado "Manicômio". É formado em Rádio e TV pela Universidade Metodista de São Paulo. Foi em 1994 que Rodrigo Scarpa começou seu contato com a Rádio Jovem Pan. Como um simples ouvinte, ele passou a ligar para o programa comandado por Emílio Surita e aproveitava o espaço para fazer humor.
Em 1999 foi contratado como estagiário e depois produtor e roteirista da Rádio Jovem Pan, trabalhando nos programas de Luciano Huck, Adriane Galisteu, Jairo Bouer, Sabrina Parlatore, Pânico no Rádio e Marcos Mion. Com Mion fez o programa Filé Mion na Rádio Jovem Pan em 2001 e em 2002 o programa Descontrole na TV Bandeirantes. Na emissora também trabalhou com Otávio Mesquita e Sabrina Parlatore. 
Por 15 anos (todas as temporadas) fez parte do Pânico em sua versão televisiva, como humorista, repórter, apresentador e criação, sendo 9 anos na RedeTV! (Pânico na TV) e 6 anos na TV Bandeirantes (Pânico na Band). O "Repórter Vesgo" era um dos destaques da atração.
Rodrigo Scarpa já participou no cinema da Dublagem de Asterix no filme Asterix e os Vikings e do filme A Terra Encantada de Gaya.
Atualmente é casado com Gabriela Baptista, estudante de engenharia. Rodrigo também se dedica as suas redes sociais, todas com o nome "Rodrigo Vesgo" . Rodrigo possui mais de 5,9 milhões de seguidores no Twitter, mais de 4,5 milhões de curtidas no Facebook e mais de 1,2 milhões de seguidores no Instagram. Suas redes sociais o fizeram ficar entre as 50 personalidades brasileiras mais influentes das redes sociais.

### Repórter Vesgo
Vesgo é um repórter caracterizado por sua forma inusitada e espontânea de abordar artistas e políticos. As perguntas desconcertantes e o jeito irreverente já renderam matérias positivas na revista Veja (Vesgo faz Rir no Pânico) e críticas positivas no jornal O Globo. Com o personagem Vesgo, Rodrigo ganhou prêmios como Troféu Imprensa do SBT, Troféu APCA e Troféu Jovem Brasileiro. Fez quadros de sucesso como Sandálias da Humildade e Vesgo e Silvio. Também entrevistou celebridades internacionais, eventos pelo mundo e cobriu 3 Copas do Mundo (Alemanha, África do Sul e Brasil).
Repórter Vesgo é capa do livro Almanaque da TV (ed. Ediouro) ao lado de Tarcísio Meira e Silvio Santos.

## Carreira artística

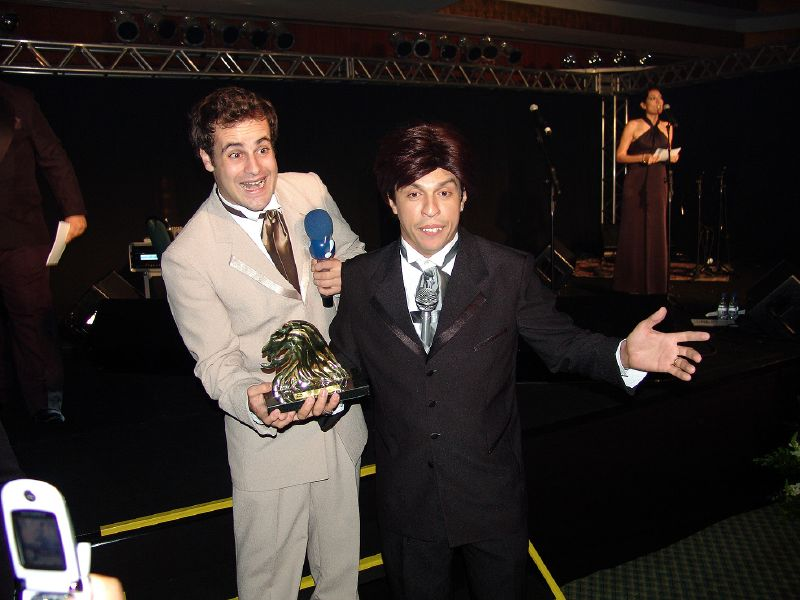
Scarpa e Wellington Muniz, caracterizado como Sílvio Santos.

### 1993 — 1994: Primeiros contatos com Rádio e TV
Em 1993, ainda adolescente com 13 anos de idade, Rodrigo teve sua primeira experiência com uma câmera de amigos. Rodrigo Scarpa já fazia reportagens e produções audiovisuais em sua cidade como filmes, dublagens e reportagens. Em 1993 começou a receber fitas de amigos de São Paulo de programas de rádio como Djalma Jorge Show (Tutinha) e Boi na Linha (Trotes de Emílio Surita). Em 1994, começou a ouvir o Programa Pânico na Rádio, o que o motivou a criar produções de áudio para apresentar como ouvinte do programa. Com a inspiração do Pânico tornou-se locutor e apresentador de um humorístico, o programa "Manicômio" na Rádio 90 FM, em Itanhandu. Ainda como estudante, participou de programas como H de Luciano Huck na TV Bandeirantes. Com amigos, Scarpa criou um website com o título "Botecão de Itanhandu", onde publicava músicas, textos , fotos com montagens e paródias dos personagens da sua cidade. Djalma Jorge (Tutinha, dono da Jovem Pan) e Emílio Surita viriam a se tornar seus chefes, e a TV Bandeirantes e a Jovem Pan, suas emissoras de trabalho.

### 1994 — 1998: Primeiros trabalhos[15][16]
Em 1994, começou a telefonar constantemente para a rádio Jovem Pan, para interagir com os apresentadores, contando suas piadas, chamando a atenção dos profissionais da emissora, que eram: Emílio Surita, Bola, Marcelo Batista, Maestro Billy. Tornou-se um ouvinte famoso no programa Pânico por suas criações. Na época estava com apenas 15 anos, quando conheceu Emílio, com o qual foi o primeiro a construir uma amizade. Aproveitava o espaço para contar piadas, mostrar trotes que fazia em sua cidade, produções caseiras de áudio e edições de trilhas e vinhetas com seu nome, brincando como se já estivesse em uma rádio profissional. Rodrigo chamou a atenção de Emílio Surita, que o conheceu pela primeira vez em 1995, numa visita a São Paulo na Radio Jovem Pan, quando ainda tinha 15 anos de idade. Na ocasião Bola o conhecera pessoalmente e o apelidou de Vesgo. Rodrigo manteve contato com o apresentador Emílio Surita até 1998, quando ainda era ouvinte do Programa.

### 1999 — 2001: Rádio Jovem Pan de estagiário a produtor e roteirista[16]
Em 1999, Rodrigo mudou-se para São Paulo, onde fez o curso de Rádio e TV na Universidade Metodista de São Paulo. Ccomeçou sua carreira como estagiário de promoção na Rádio Jovem Pan. Como estagiário, colava adesivos nas ruas e participava de apresentações promocionais da emissora.
Em 2000 passou a trabalhar como estagiário de produção, trabalhando juntamente com Márvio Lúcio, futuro Carioca em criações e roteiros de humor para a emissora. Trabalhou também com Luciano Huck e Adriane Galisteu no programa Torpedo da Pan --. Entre outras produções e roteiros de humor, destacou-se a música Show do Milhão, mixagem de frases feitas do apresentador Sílvio Santos no programa televisivo homônimo, em ritmo eletrônico, no qual Rodrigo Scarpa interagia com Sílvio Santos. Executada inicialmente no Rio de Janeiro, acabou por ser a canção mais pedida do Brasil pela Jovem Pan. Rodrigo Scarpa também trabalhou para Tina Roma, e teve suas primeiras experiências como repórter na cobertura do Rock In Rio 2001 e em reportagens para o Planeta DJ do locutor Banana e do programa Zíper da Pan com Jairo Bouer.
Em 2001, tornando-se cada vez mais conhecido na emissora, Scarpa foi promovido a produtor e roteirista da Pan e convidado por Surita a criar o roteiro do programa radiofônico Filé Mion apresentado por Marcos Mion, por meio do qual veio a conhecer o então VJ da MTV.

### 2001 — 2002: Primeira Experiência na TV - Programa Descontrole - TV Bandeirantes
Em 2002, Quando Marcos Mion saiu da MTV para começar um programa novo na Rede Bandeirantes, Descontrole, convidou Rodrigo Scarpa para ser seu produtor e roteirista. Scarpa finalmente deixou a Jovem Pan e tornou-se ajudante de palco do programa de Mion, fantasiado como a personagem Corvo. Com trejeitos peculiares, a personagem de Scarpa ganhou espaço no programa até conseguir estrear um quadro próprio, o Corvo Repórter, primeira experiência de Rodrigo Scarpa como repórter na TV aberta. Assim atuou durante um ano e meio, acumulando experiência como repórter de rua e de externas. Participou também do projeto de Carnaval Band Folia, no qual era repórter.

### 2003 — 2011: Rede TV! - Pânico na TV
Em 2003, Ao sair da Rede Bandeirantes, Scarpa retomou seu contato com Emílio Surita, que eventualmente concedeu-lhe espaço no então recém-lançado Pânico na TV, da RedeTV!.
Rodrigo estreou junto com Pânico na TV, em 28 de setembro de 2003. Rodrigo inicialmente foi contratado como produtor da RedeTV!, onde editava e produzia quadros, como a Hora da Morte. Paralelo as criações de ideias, roteiros e produções, Rodrigo aparecia frente as câmeras como o personagem Repórter Estagiário. O papel era inicialmente o de um repórter sério que entrevistava famílias telespectadoras do programa ao vivo. Com o tempo, começou a criar novos sketches, como exigir selinhos das atrizes que entrevistava. Surgia então, o Repórter Vesgo.[carece de fontes?]
Rodrigo Scarpa Logo se uniu à personagem Sílvio Santos, interpretada pelo humorista Wellington Muniz, mais conhecido como Ceará. Juntos, começaram a invadir festas para as quais não eram convidados, importunando celebridades e anônimos com perguntas politicamente incorretas. Logo se tornaram a principal atração do Pânico na TV. O sucesso rendeu prêmios como o Troféu APCA (associação Paulista dos Críticos de Arte), prêmios de Revelação e o Troféu Imprensa de Sílvio Santos, como melhor programa de humor de 2004, 2005, 2006 e 2007.
Dentre alguns momentos memoráveis do personagem, estão: entrega de galochas à então prefeita de São Paulo, Marta Suplicy (referindo-se à ineficácia das obras municipais contra enchentes); beijou a careca de José Serra, já em seu mandato como prefeito; entregou o troféu "Motosserra de Ouro" (contra o desmatamento) ao governador do Mato Groso Blairo Maggi; e perguntou a Paulo Maluf a senha de suas contas bancárias fantasmas na Suíça. 

### 2012 - 2017 - Pânico na Band
De 2012 a 2017 dedicou-se ao Programa Pânico na Band, sucessor do Pânico na TV. Apresentou quadros como o Botecão do Pânico, além de fazer cobertura de festas, política e de eventos esportivos, como a Copa do Mundo 2014 e as Olimpíadas de 2016.
Vesgo e Silvio ficaram muitos anos juntos em diversas matérias, deram um tempo em 2010 e em 2014 voltaram a gravar novamente. Com a saída de Wellington Muniz do humorístico, a dupla foi desfeita.

### 2018 - 2021 - Streaming Pânico Lab
Depois de 2018, Rodrigo Scarpa continuou em aparições no Streaming do canal Pânico Lab com mais de 9 milhões de seguidores. Além disso continua com suas redes sociais que acumulam mais de 1 milhão de seguidores no Instagram, mais de 4 milhões de seguidores no Facebook e mais de 5 milhões de seguidores no Twitter. 

### Dublador
Em janeiro de 2006 Rodrigo Scarpa participou das dublagens dos filmes A Terra Encantada de Gaya, como o personagem Zeck, e em setembro de 2006 da dublagem de Asterix e os Vikings, como o personagem Asterix.

## Curiosidades
- Em tom de brincadeira, os colegas do Pânico dizem que Scarpa já participou da TV Colosso dentro da fantasia da cachorra Priscila.
- Rodrigo já foi chamado para trabalhar na Globo, no programa Vídeo Show, em 2004, mas recusou, preferindo ficar no Pânico na TV. Outros convites foram feitos, como o do SBT e da Rede Record recentemente, que vem tentando desfalcar o elenco do Pânico.
- Ficou conhecido nos EUA como "Dude in a Pink Wig", traduzindo, "Cara numa peruca rosa". Por causa da Perseguição à Britney Spears com uma peruca cor de rosa, a fim de lhe entregar um presente misterioso.
- Rodrigo Scarpa é capa do livro Almanaque da TV, ao lado de Tarcísio Meira e Silvio Santos
- Rodrigo Scarpa já participou do programa H com Luciano Huck no quadro da Depilação de Tiazinha na TV Bandeirantes em 1998
- Rodrigo Scarpa já participou na época de faculdade do Programa Livre do SBT em 1999.
- Rodrigo Scarpa já gravou um comercial da Nokia ao lado de Danilo Gentilli, e da Vivo ao lado de personalidades como Carolina Dieckmann e Henri Castelli.
- Foi Eduardo Sterblich quem chamou Rodrigo Scarpa para uma festa em que conheceu Gabriela Baptista no Rio de Janeiro, atual esposa de Rodrigo.
- Vesgo casou-se em novembro de 2014 no espaço Villa Lobos em São Paulo, em uma cerimônia para 500 convidados, entre amigos, família e famosos e show da Banda Jota Quest.[25]
- Rodrigo Scarpa foi quem indicou Marcelo "Bolinha" Picon para o diretor Pedro Peixoto para trabalhar no Pânico na TV em 2004, eles trabalhara juntos no programa Descontrole, da Band.[26]
- Antônio Nunes e Charles Henriquepédia foram descobertos por Edu Sterblich e Rodrigo Scarpa. O primeiro em uma praia em Fortaleza e o segundo em uma festa no Rio de Janeiro.
- Rodrigo Scarpa já deu entrevista para Marília Gabriela em 2006 e Rafinha Bastos em 2014.[27][28]
- Rodrigo Scarpa é tímido, apesar do personagem Repórter Vesgo.[27]
- Rodrigo Scarpa tem uma fobia estranha: medo de arroz.[29]

## Ligações Externas
- Rodrigo Scarpa no Facebook
- Rodrigo Scarpa no X
- Rodrigo Scarpa no Instagram
- Canal de Rodrigo Scarpa no YouTube